# Herrschaft Mühlheim

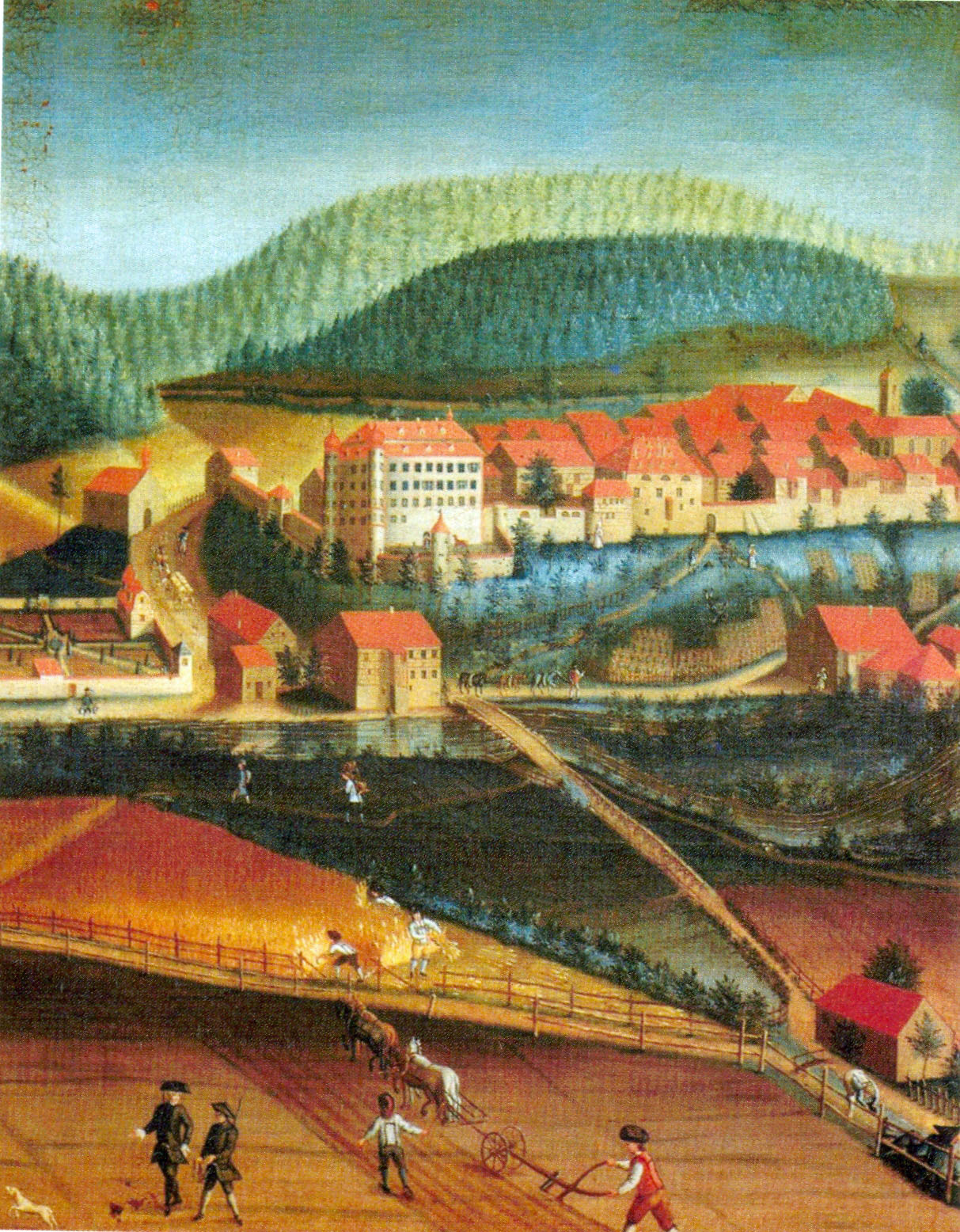
Mülheim mit Hinterem Schloss (um 1760)

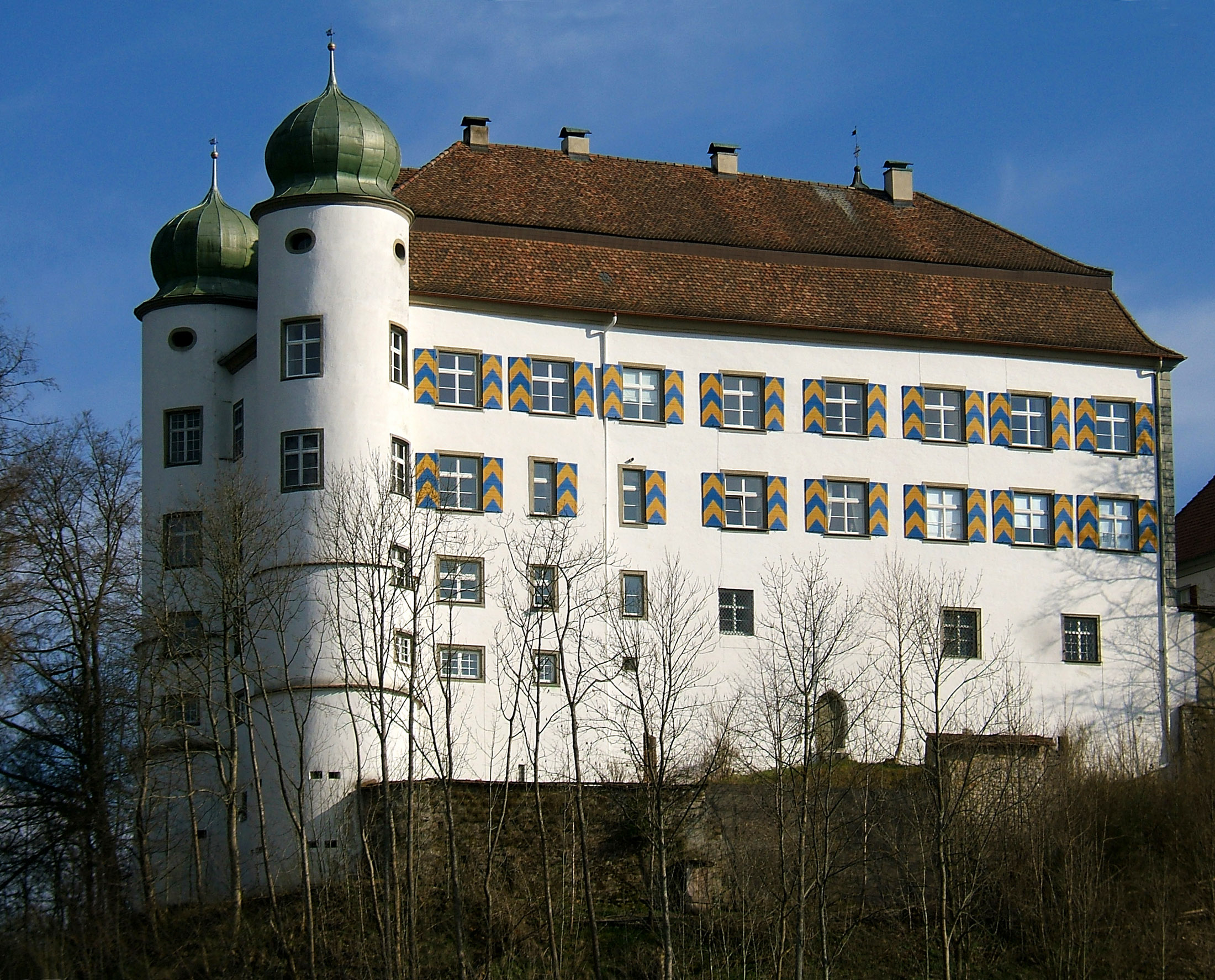
Das Schloss Mühlheim ist heute noch Wohnsitz der Familie Enzberg

Die Herrschaft Mühlheim mit Sitz in Mühlheim an der Donau, einer Stadt im Landkreis Tuttlingen in Baden-Württemberg, entstand im Mittelalter unter den Grafen von Zollern.

## Geschichte

### Grafen von Zollern
In einer Urkunde aus dem Jahr 1303, als Udelhild, die Witwe des Grafen Friedrich von Zollern, und ihr Sohn Friedrich dem Bischof Heinrich und dem Domkapitel von Konstanz die Herrschaft Mühlheim verpfändeten, werden erstmals die einzelnen Bestandteile der Herrschaft aufgezählt:
- Burg Bronnen
- Stadt und Feste Mühlheim, die Alte Stadt (im Tal) mit den Mühlen und dem dortigen Kirchensatz
- Vogtei (seit 1253) über das Kloster Beuron und über die dazugehörigen Leute und Güter

Bei der Erbteilung der Zollern wurden die Herrschaften Schalksburg und Mühlheim vom Kernbesitz abgetrennt. Die Herrschaft Mühlheim wurde 1391 von Graf Friedrich V., genannt Mülli, dem letzten Grafen der Schalksburger Linie, an Conrad von Weitingen verkauft.

### Herren von Enzberg
Im Jahr 1409 erwarben Friedrich und Engelhard von Enzberg die Herrschaft Mühlheim und machten diese zu ihrem neuen Stammsitz. 
Die enzbergische Herrschaft wurde 1470, nach dem Tod Friedrichs VII., geteilt. Die Burg Bronnen, das Hintere Schloss in Mühlheim, die Hälfte der Stadt Mühlheim, die Dörfer Böttingen, Königsheim, Buchheim, Worndorf und Irndorf gingen an Hans I. Das Vordere Schloss in Mühlheim, die andere Hälfte der Stadt Mühlheim, die Dörfer Nendingen, Mahlstetten und Stetten erhielt Friedrich VIII.
1478 erwarb Hans I. von Enzberg den Großteil des enzbergischen Erbes von seinem Bruder zurück. Der enzbergische Besitz wurde 1509 jedoch erneut geteilt. Bronnen, halb Mühlheim, Buchheim, Worndorf und Nendingen gingen an Friedrich X., Hans Rudolf erhielt die andere Hälfte Mühlheims mit Böttingen, Mahlstetten, Königsheim und Stetten. Bei der Eroberung Mailands 1515 kämpfte Hans Rudolf auf Seiten des französischen Königs gegen Kaiser Maximilian. Nach seiner Niederlage zog Maximilian den Teil des enzbergischen Besitzes zugunsten Österreichs ein. Friedrich von Enzberg zu Mühlheim und Bronnen erhielt nach Widerspruch den Teil seines Bruders übereignet.
Der Ausbruch der Französischen Revolution im Jahr 1789 und die nachfolgenden Kriege brachten das Ende der Herrschaft Mühlheim. Durch den Reichsdeputationshauptschluss von 1803 ging die bisherige bischöflich-konstanzische Lehenherrschaft an das Herzogtum Württemberg über. 
Mühlheim und die bisher zugehörigen Orte wurden der württembergischen Obersteuereinnehmerei Rottweil zugeteilt. Am 18. Dezember 1805 besetzten badische Truppen Mühlheim, denn Baden beanspruchte die Lehenshoheit über die alte Herrschaft Mühlheim. Dieses Zwischenspiel dauerte nur bis zum 4. Januar 1806, denn der Streit wurde durch einen Vertrag zwischen Württemberg und Baden beigelegt. Die Herrschaft Mühlheim, außer Buchheim, fiel geschlossen an das neu errichtete Königreich Württemberg. Die Herrschaft Mühlheim wurde in ein Patrimonialamt umgewandelt, d. h. der Freiherr von Enzberg besaß noch einige obrigkeitliche Rechte wie z. B. die Gerichtshoheit. Durch königliches Rescript vom 10. Mai 1809 wurde das Patrimonialamt aufgehoben.
Die Orte Mühlheim, Stetten, Nendingen und Irndorf wurden dem Oberamt Tuttlingen unterstellt. Die Orte Böttingen, Königsheim und Mahlstetten kamen zum Oberamt Spaichingen und Buchheim zum badischen Bezirksamt Stockach.